# Ligdia japoniata
Ligdia japoniata là một loài bướm đêm trong họ Geometridae.